# 榮忠豪
榮忠豪（泰雅語：Verchow Shuvee，1986年6月18日—），生於美國維吉尼亞州，有泰雅族血統，為臺裔美籍男歌手，曾經在2009年參加中視所主辦的第五屆《超級星光大道》以及香港亞洲電視所主辦的第一屆《亞洲星光大道》的比賽，2010年再一次來到台灣參加由台視以及三立所舉辦的第五屆《超級偶像》的比賽，是該屆參賽選手當中舞蹈基礎最好的，因此在該屆有「舞王」的稱號。而在2011年2月26日「超恐怖高手來襲」比賽當中，正式成為該屆第8名。目前是Live互動英語教學集團的老師。

## 演藝經歷

### 2009年
2009年第五屆《超級星光大道》

2009年第一屆《亞洲星光大道》

### 2010年
2010年第五屆《超級偶像》

### 2014年
2014年發行個人首張單曲 《好耶》

### 2016年
2016年首場個人演唱會《泰陽》

### 2019年
2019年 民視《台灣那麼旺》 踢館失敗

## 音樂作品
超偶合輯《SUPER! I DO!》（2011年）

《好耶》（2014）

《100% Daily Life》（2016年）

## 影視作品

### 電影
- 《黃飛鴻之英雄有夢》
- 《紅樓夢》
- 《明日之星》

### 电视
- 《我可能不會愛你》
- 《伊如陽光》
- 《你愛的台灣（英语：Taiwan That You Love）》
- 《最佳配角》
- 《搜尋者》

### 舞台劇
- 《有求必應 A Perfect Ganesh》
- 《海底歷險記》

### Podcast
- 《暗黑森林》

### 廣播電台
- 亞洲廣播網《豪好聽音樂》

### 短劇
- 《辦公室超機8種行為》

### 節目主持
《App Star高手爭霸戰》台視

《走馬不看花》

《放膽去旅行》

《媽Mami呀！》外景主持

《英語榮易典》直播節目

《來同居吧》17直播節目

《原力Biyax》助理主持人

### 音樂錄影帶 ( MV )
2016: 愛客樂《天公落水》

2018: 利菁 《看我看我》

2019: 張語噥 《複數的孤寂》

## 演出作品
- 《第四屆海峽兩岸青年節出席及表演(福州)》
- 《BOSE音響超級犀利》
- 《趴兒癌基金會<大手牽小手>公益活動》
- 《頂燈宵YA跑路跑》
- 《賽珍珠慈善募基金會》
- 《國泰地產集團台北慕軒開幕出席》
- 《台灣金控公益傳愛義賣募款園遊會》
- 《八仙樂園超偶音樂祭表演》
- 《2016台中燈會》
- 《台灣銀行慈善園遊會》
- 《BELLA儂儂公益派對》
- 《首府表商會晚宴》
- 《桃園市原住民族聯合豐年祭》
- 《台中花漾柳川點燈暨音樂會》
- 《山東海陽音樂》
- 《東陽吳篙文教基金會》
- 《劍湖山跨年晚會》
- 《展翅協會生日捐活動》
- 《世代青春歌舞》
- 蠻牛（保力達事業股份有限公司）／電視廣告
- 活沛多（屈臣氏，和記事業股份有限公司）／電視廣告

## 外部連結
- 榮忠豪的Facebook專頁
- 榮忠豪的Instagram帳戶
- 榮忠豪的新浪微博
- 鳳凰藝能－榮忠豪 （页面存档备份，存于）